# حصار (طاجيكستان)
حصار هي مدينة في غربي طاجيكستان، على بعد نحو 15 كيلومترا إلى الغرب من دوشنبه. وهي عاصمة ناحية حصار، وهو إحدى النواحي التي تخضع لتبعية الجمهورية. في عام 2002، كان عدد سكانها 22,961 نسمة، منهم 81.6 في المائة من الطاجيك، و12.3 في المائة من الأوزبك، و3.6 في المائة من الروس، و2.5 في المائة آخرين. أصبحت حصار مدينة في 26 يونيو 1993. وكانت ذات مرة خانات مستقلة، ثم كانت محل إقامة حاكم شرق بخارى في فصل الشتاء. ويقال إن القلعة الكبيرة يعود تاريخها إلى كورش الكبير وأنه تم الاستيلاء عليها عشرين مرة.

## المناخ
يظهر الجدول التالي التغييرات المناخية على مدار السنة لحصار:
| البيانات المناخية لـحصار                                                                                | البيانات المناخية لـحصار | البيانات المناخية لـحصار | البيانات المناخية لـحصار | البيانات المناخية لـحصار | البيانات المناخية لـحصار | البيانات المناخية لـحصار | البيانات المناخية لـحصار | البيانات المناخية لـحصار | البيانات المناخية لـحصار | البيانات المناخية لـحصار | البيانات المناخية لـحصار | البيانات المناخية لـحصار | البيانات المناخية لـحصار |
| الشهر                                                                                                   | يناير                    | فبراير                   | مارس                     | أبريل                    | مايو                     | يونيو                    | يوليو                    | أغسطس                    | سبتمبر                   | أكتوبر                   | نوفمبر                   | ديسمبر                   | المعدل السنوي            |
| --- | ------------------------ | ------------------------ | ------------------------ | ------------------------ | ------------------------ | ------------------------ | ------------------------ | ------------------------ | ------------------------ | ------------------------ | ------------------------ | ------------------------ | ------------------------ |
| المتوسط اليومي °م (°ف)                                                                                  | 1.7 (35.1)               | 3.2 (37.8)               | 8.5 (47.3)               | 14.6 (58.3)              | 18.9 (66.0)              | 23.9 (75.0)              | 26.2 (79.2)              | 24.6 (76.3)              | 19.9 (67.8)              | 14.2 (57.6)              | 9.0 (48.2)               | 4.6 (40.3)               | 14.1 (57.4)              |
| الهطول مم (إنش)                                                                                         | 65.7 (2.59)              | 73.4 (2.89)              | 107.2 (4.22)             | 105.0 (4.13)             | 86.2 (3.39)              | 7.4 (0.29)               | 3.8 (0.15)               | 0.8 (0.03)               | 3.1 (0.12)               | 30.8 (1.21)              | 43.2 (1.70)              | 59.4 (2.34)              | 568.0 (22.36)            |
| متوسط أيام هطول الأمطار (≥ 0.1 mm)                                                                      | 11.0                     | 12.2                     | 14.8                     | 12.9                     | 10.2                     | 2.9                      | 1.5                      | 0.6                      | 1.1                      | 5.4                      | 7.3                      | 10.6                     | 90.5                     |
| متوسط الرطوبة النسبية (%)                                                                               | 67.7                     | 66.8                     | 63.8                     | 60.6                     | 54.0                     | 41.3                     | 39.3                     | 40.6                     | 43.1                     | 52.1                     | 57.9                     | 65.6                     | 54.4                     |
| المصدر: "The Climate of Hisor". Weatherbase. مؤرشف من الأصل في 2023-03-06. اطلع عليه بتاريخ 2014-08-02. |                          |                          |                          |                          |                          |                          |                          |                          |                          |                          |                          |                          |                          |

## أعلام
- منوشهر جليلوف